# Jangkat (Sungai Tenang)
Jangkat is een bestuurslaag in het regentschap Merangin van de provincie Jambi, Indonesië. Jangkat telt 733 inwoners (volkstelling 2010).